# A THEME SONGS -Drama edition-
『A THEME SONGS -Drama edition-』（エー・テーマ・ソングス -ドラマ・エディション-）は浜崎あゆみの配信限定アルバム。2015年3月18日に発売された。

## 概要
テレビドラマの主題歌、挿入歌として使われた楽曲を集めたコンピレーション・アルバム。

## 収録曲
| 全作詞: ayumi hamasaki（#1、作詞: Tsunku）。 |                                              |                                      |                 |                                   |      |
| #                                            | タイトル                                     | 作詞                                 | 作曲            | 編曲                              | 時間 |
| 1.                                           | 「LOVE ～since1999～ (浜崎あゆみ & つんく)」 | ayumi hamasaki （#1、作詞: Tsunku ） | Tsunku          | Takao Konishi                     | 4:39 |
| 2.                                           | 「LOVE～Destiny～」                          | ayumi hamasaki （#1、作詞: Tsunku ） | Tsunku          | Shingo Kobayashi、Yasuaki Maejima | 4:55 |
| 3.                                           | 「SEASONS」                                  | ayumi hamasaki （#1、作詞: Tsunku ） | D・A・I         | Naoto Suzuki                      | 4:21 |
| 4.                                           | 「ever free」                                | ayumi hamasaki （#1、作詞: Tsunku ） | D・A・I         | Naoto Suzuki                      | 3:51 |
| 5.                                           | 「Endless sorrow」                           | ayumi hamasaki （#1、作詞: Tsunku ） | CREA            | CMJK、Junichi Matsuda             | 5:26 |
| 6.                                           | 「Voyage」                                   | ayumi hamasaki （#1、作詞: Tsunku ） | CREA + D・A・I  | Ken Shima                         | 5:05 |
| 7.                                           | 「forgiveness」                              | ayumi hamasaki （#1、作詞: Tsunku ） | CREA + D・A・I  | CMJK                              | 5:49 |
| 8.                                           | 「Sunrise ～LOVE is ALL～」                  | ayumi hamasaki （#1、作詞: Tsunku ） | Hana Nishimura  | CMJK                              | 4:46 |
| 9.                                           | 「BALLAD」                                   | ayumi hamasaki （#1、作詞: Tsunku ） | D・A・I         | Yuta Nakano                       | 5:19 |
| 10.                                          | 「how beautiful you are」                    | ayumi hamasaki （#1、作詞: Tsunku ） | Timothy Wellard | Yuta Nakano                       | 5:02 |
| 11.                                          | 「Ivy」                                      | ayumi hamasaki （#1、作詞: Tsunku ） | Tetsuya Komuro  | Yuta Nakano                       | 4:36 |
| 12.                                          | 「Hello new me」                             | ayumi hamasaki （#1、作詞: Tsunku ） | Kunio Tago      | Yuta Nakano                       | 4:14 |
| 合計時間:                                    | 合計時間:                                    | 合計時間:                            | 合計時間:       | 58:03                             |      |

### 楽曲解説
1. LOVE ～since1999～ (浜崎あゆみ & つんく)
7thシングル、アルバム初収録。
フジテレビ系ドラマ『セミダブル』主題歌。
2. LOVE～Destiny～
7thシングル。
フジテレビ系ドラマ『セミダブル』挿入歌。
3. SEASONS
16thシングル。
フジテレビ系ドラマ『天気予報の恋人』主題歌。
4. ever free
14thシングル「vogue」のカップリング、アルバム初収録。
フジテレビ系ドラマ『天気予報の恋人』挿入歌。
5. Endless sorrow
22ndシングル。
TBSドラマ『昔の男』主題歌。
6. Voyage
28thシングル。
TBSドラマ『マイリトルシェフ』主題歌。
7. forgiveness
30thシングル。
TBS系ドラマ『高原へいらっしゃい』主題歌。
8. Sunrise ～LOVE is ALL～
46thシングル。
テレビ朝日系 木曜ドラマ『ダンディ・ダディ?〜恋愛小説家・伊崎龍之介〜』主題歌。
9. BALLAD
47thシングル。
日中共同制作 NHKドラマ『蒼穹の昴』主題歌。
10. how beautiful you are
デジタルシングル。
フジテレビ系テレビドラマ『最後から二番目の恋』主題歌。
11. Ivy
4thミニ・アルバム『again』収録曲。
フジテレビ系列金曜プレステージ・スペシャルドラマ『鬼女』主題歌。
12. Hello new me
配信限定シングル。
フジテレビ系『続・最後から二番目の恋』主題歌。